# Niels Nkounkou
Niels Patrick Nkounkou (Pontoise, 1º novembre 2000) è un calciatore francese, difensore dell'Eintracht Francoforte.

## Caratteristiche tecniche
È un terzino sinistro.

## Carriera

### Club
Cresciuto nel settore giovanile dell'Olympique Marsiglia, nel 2020 viene acquistato a titolo definitivo dall'Everton; debutta fra i professionisti il 16 settembre 2020 in occasione dell'incontro di EFL Cup vinto 3-0 contro il Salford City.

### Nazionale
Ha giocato nelle nazionali giovanili francesi Under-18, Under-19 ed Under-21.
Nel 2021 viene convocato dalla nazionale olimpica francese per prendere parte alle Olimpiadi di Tokyo in sostituzione dell'infortunato Jérémy Gélin. Debutta il 25 luglio in occasione dell'incontro contro il Sudafrica.

## Statistiche
Statistiche aggiornate al 18 ottobre 2023.

### Presenze e reti nei club
| Stagione        | Squadra               | Campionato      | Campionato | Campionato | Coppe nazionali | Coppe nazionali | Coppe nazionali | Coppe continentali | Coppe continentali | Coppe continentali | Altre coppe | Altre coppe | Altre coppe | Totale | Totale | Totale |
| Stagione        | Squadra               | Comp            | Pres       | Reti       | Comp            | Pres            | Reti            | Comp               | Pres               | Reti               | Comp        | Pres        | Reti        | Pres   | Reti   |        |
| --------------- | --------------------- | --------------- | ---------- | ---------- | --------------- | --------------- | --------------- | ------------------ | ------------------ | ------------------ | ----------- | ----------- | ----------- | ------ | ------ | ------ |
| 2017-2018       | Olympique Marsiglia 2 | N2              | 8          | 2          |                 | -               | -               |                    | -                  | -                  |             | -           | -           | 8      | 2      |        |
| 2018-2019       | Olympique Marsiglia 2 | N2              | 21         | 1          |                 | -               | -               |                    | -                  | -                  |             | -           | -           | 21     | 1      |        |
| 2019-2020       | Olympique Marsiglia 2 | N2              | 14         | 1          |                 | -               | -               |                    | -                  | -                  |             | -           | -           | 14     | 1      |        |
| 2020-2021       | Everton               | PL              | 2          | 0          | FACup+CdL       | 1+3             | 0               |                    | -                  | -                  |             | -           | -           | 6      | 0      |        |
| 2021-2022       | Everton               | PL              | -          | -          | CdL             | 1               | 0               |                    | -                  | -                  |             | -           | -           | 1      | 0      |        |
| 2021-2022       | Standard Liegi        | D1              | 23         | 0          | CB              | 2               | 0               |                    | -                  | -                  |             | -           | -           | 25     | 0      |        |
| 2022-2023       | Cardiff City          | FLC             | 23         | 0          |                 | -               | -               |                    | -                  | -                  |             | -           | -           | 23     | 0      |        |
| 2022-2023       | Saint-Étienne         | L1              | 20         | 6          |                 | -               | -               |                    | -                  | -                  |             | -           | -           | 20     | 6      |        |
| 2023-2024       | Saint-Étienne         | L1              | 1          | 0          |                 | -               | -               |                    | -                  | -                  |             | -           | -           | 1      | 0      |        |
| 2023-2024       | Eintracht Francoforte | BL              | 6          | 2          |                 | -               | -               | UECL               | 2                  | 0                  |             | -           | -           | 8      | 2      |        |
| Totale carriera | Totale carriera       | Totale carriera | 118        | 12         |                 | 7               | 0               |                    | 2                  | 0                  |             | -           | -           | 127    | 12     |        |